# Rudolf Hausner
Rudolf Hausner (ur. 4 grudnia 1914 w Wiedniu, zm. 25 lutego 1980 w Mödlingu) – austriacki malarz i grafik, związany z wiedeńską szkołą realizmu fantastycznego (niem. Wiener Schule des Phantastischen Realismus).

## Rodzina  i młodość
Urodził się w rodzinie żydowskiej. Ukończył studia w Akademii Sztuk Pięknych w Wiedniu w 1936. Od 1938 miał zakaz działalności plastycznej, a w 1940 został powołany do Wehrmachtu. Służył w Słowacji, a pod koniec wojny został wcielony do obrony przeciwlotniczej.

## Lata powojenne
Po wojnie powrócił do twórczości artystycznej. W 1945 był współzałożycielem klubu Art, a od 1957 związał się ze Szkołą Wiedeńską.
Tworzył obrazy surrealistyczne. Od lat 50. malował cykl obrazów przedstawiających Adama, pierwszego człowieka. Tworzył również mozaiki na budynkach.
Zmarł w 1995. Pochowany na Cmentarzu Centralnym w Wiedniu.

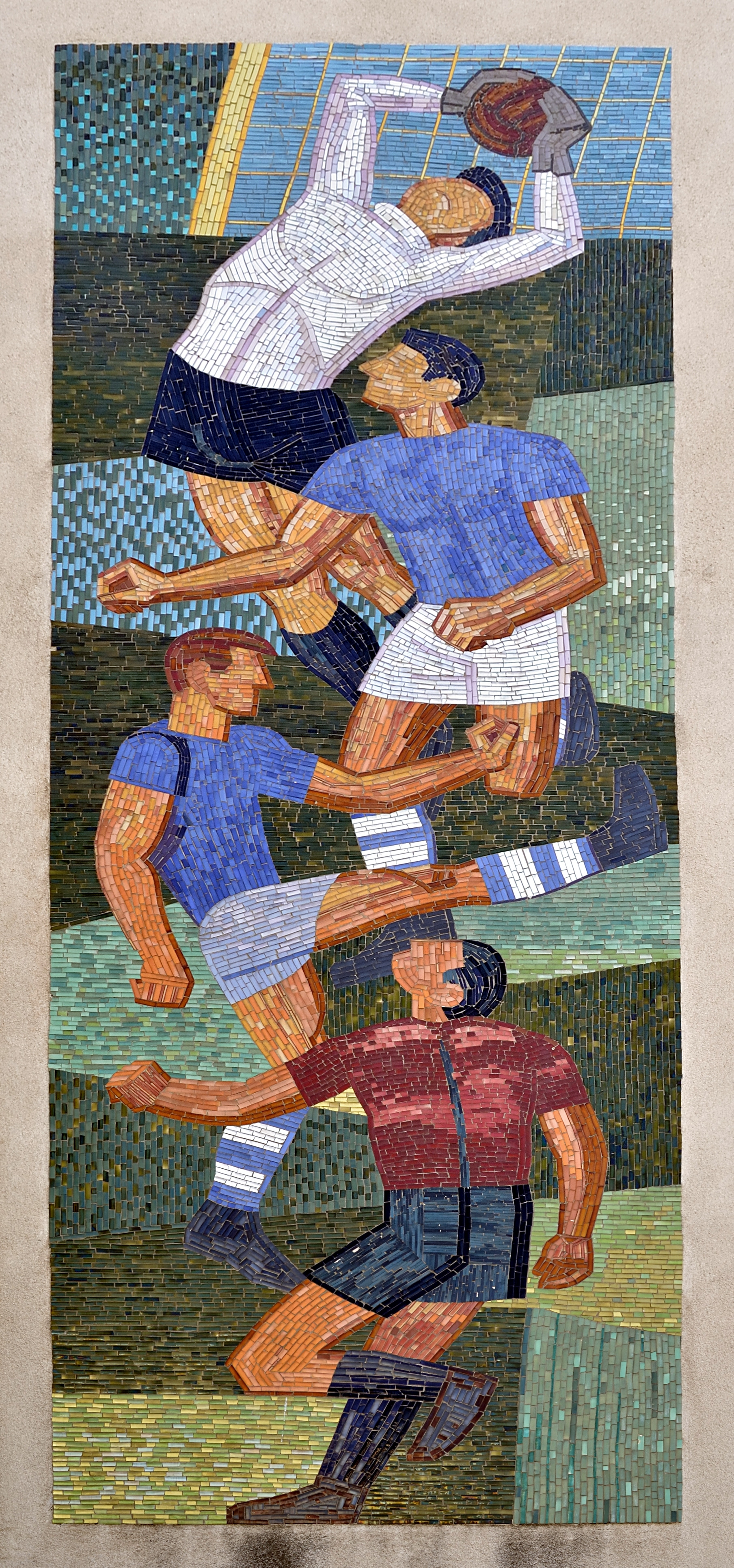
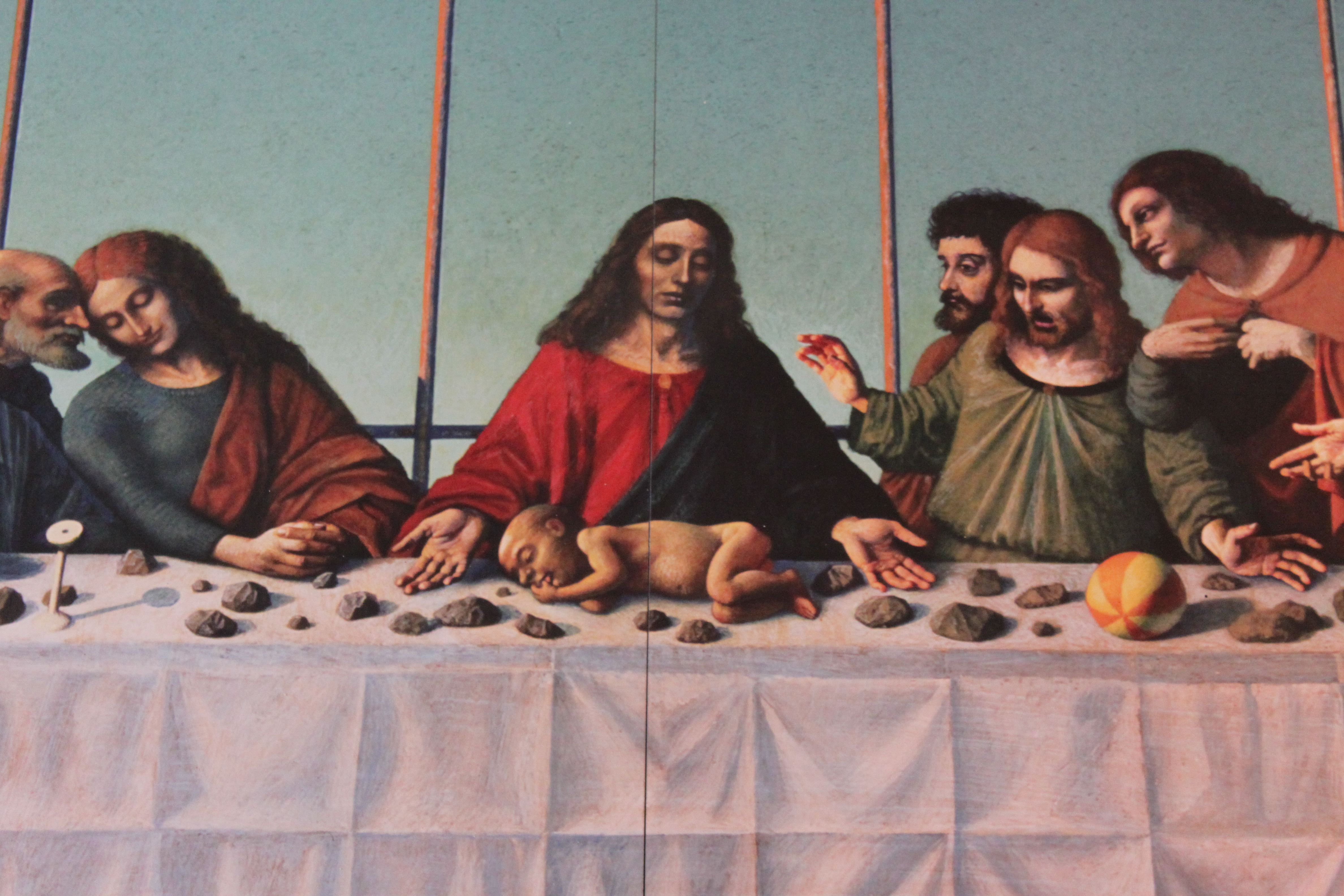
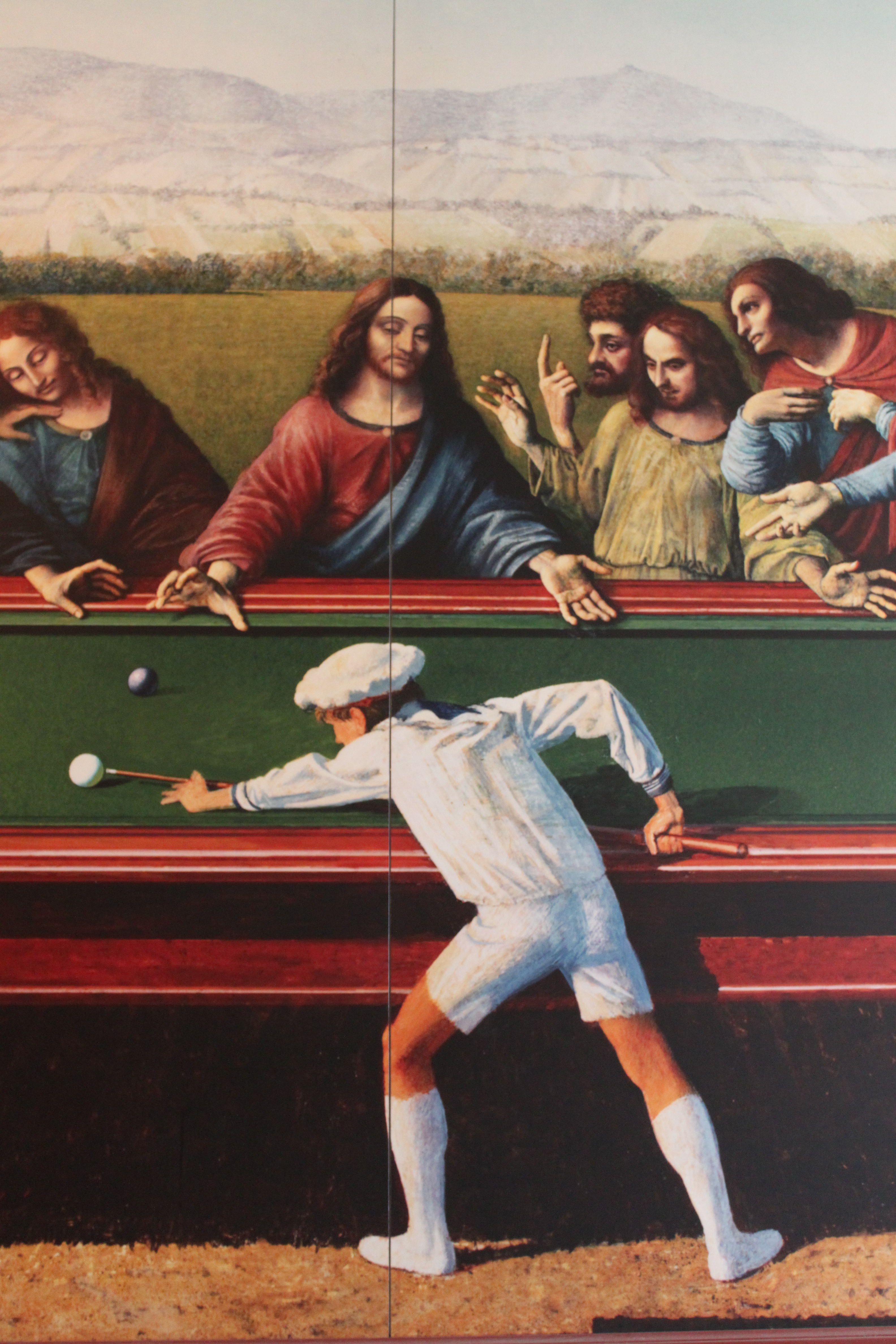
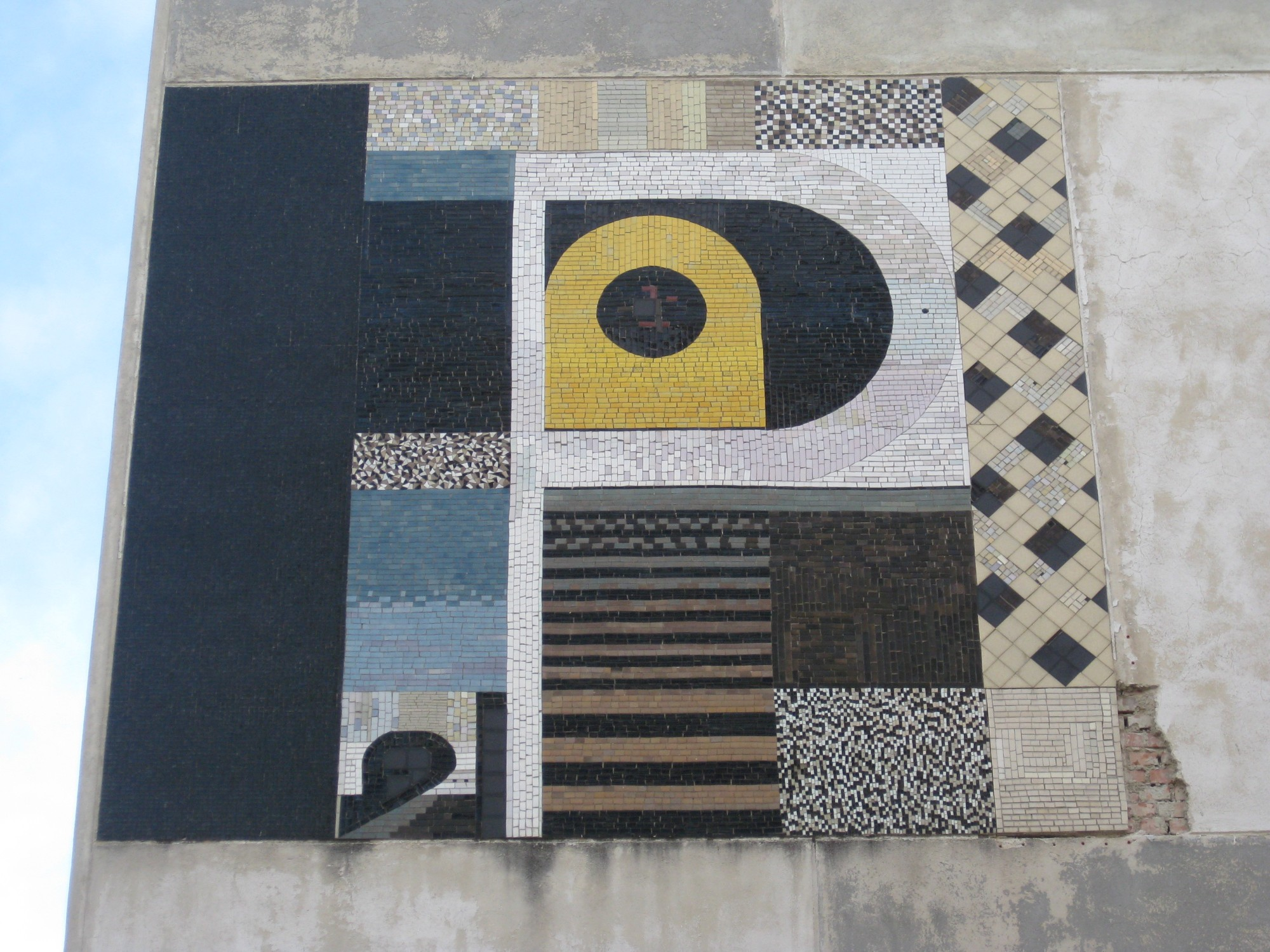
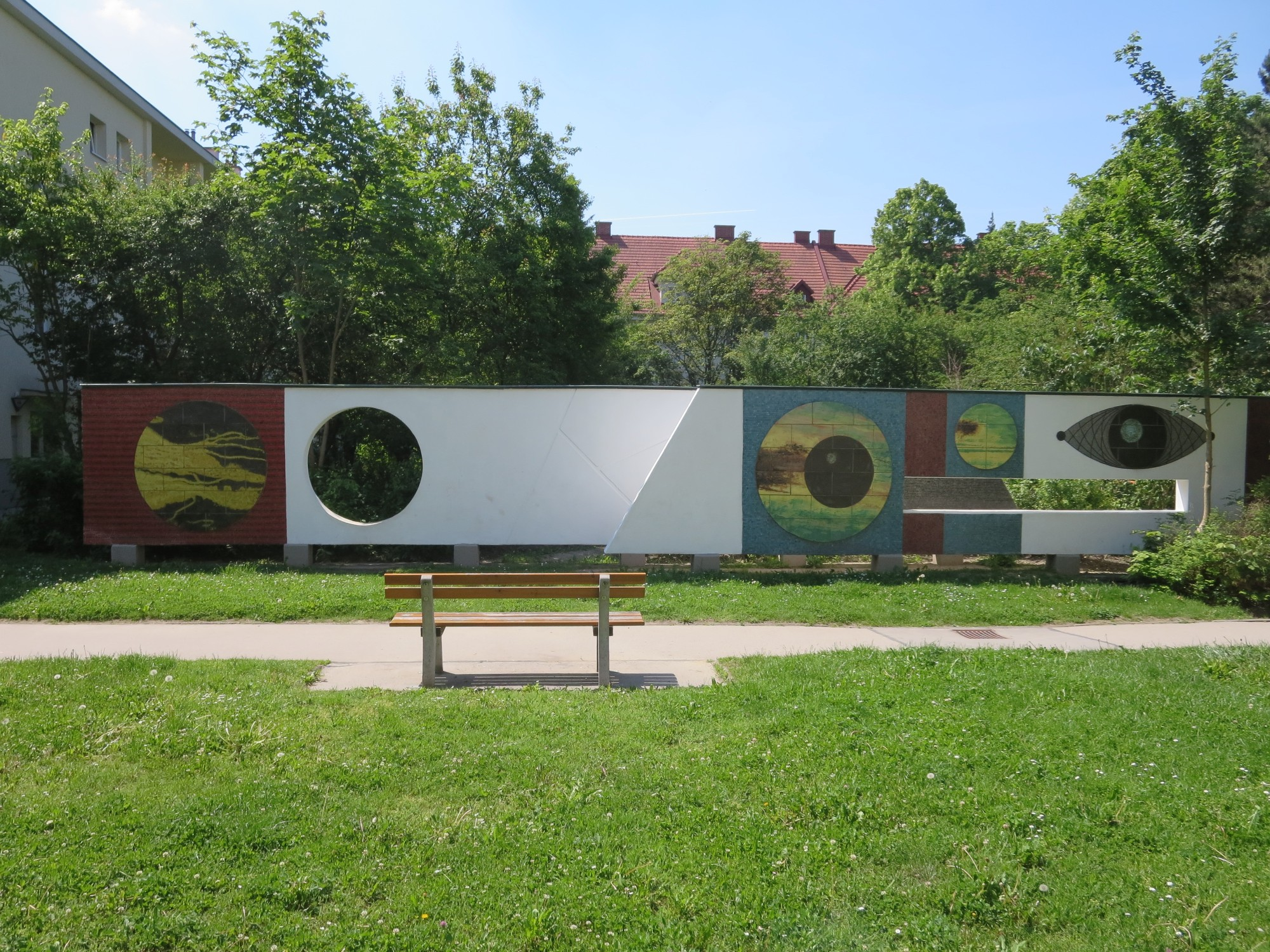